# Gabriel Tepepa
General Gabriel Tepepa Herrera fue un militar mexicano que participó en la Revolución mexicana. Siendo muy joven se afilió a las fuerzas del general Francisco Leyva y tomó parte en la batalla del 5 de mayo de 1862. Combatió durante todo el Imperio en las filas liberales y, posteriormente, en la revolución de Tuxtepec, militó en las filas revolucionarias del general Porfirio Díaz. 
Al surgir la revolución maderista, "el viejo Tepepa", como lo llamaban cariñosamente, se puso en contacto con Pablo Torres Burgos y Emiliano Zapata, y estuvieron de acuerdo para levantarse en armas.
Como Pablo Torres Burgos tardaba en el viaje que había hecho a San Antonio, Texas, para recibir instrucciones de Francisco I. Madero, Gabriel Tepepa decidió levantarse en armas y lo hizo el 7 de febrero de 1911 en Tlalquiltenango.
Después del levantamiento de Torres Burgos y Emiliano Zapata en Villa de Ayala, Gabriel Tepepa se les incorporó en el pueblo de Metepec, Pue., en unión de Amador Acevedo, Margarito Martínez y otros que formaron parte del grupo que se había levantado el 7 de febrero.
El 24 de marzo, Gabriel Tepepa se apoderó de Tlaquiltenango y de Jojutla, y en esta última plaza las gentes de Tepepa, saquearon las tiendas de españoles y las incendiaron.
El 25 de mayo de 1911 fue fusilado en la plaza de Jojutla, pagando el delito de haber permitido que sus tropas saquearan e incendiaran las tiendas de los españoles; junto a él murió Luis Noguerón, su fiel asistente.

## Juventud
Nació el 5 de noviembre de 1841 en Tlaquiltenango, Morelos. Fue hijo de Jesús Tepepa y de Joaquina Herrera. Desde muy joven se incorporó a las fuerzas liberales del Gral. Francisco Leyva, que en ese entonces era el jefe del ejército liberal en Morelos, con las que combatió a las fuerzas partidarias de Maximiliano I de México, fuerzas con las que incluso llegó a participar en la Batalla de Puebla. Durante la Revolución de Tuxtepec militó en las fuerzas del general Porfirio Díaz. A la victoria de Díaz, Tepepa se retiró de la lucha armada siendo capataz de la Hacienda de Temilpa, al norte de Tlaltizapán, siendo muy conocido en la región comprendida por los municipios de Jojutla, Yautepec y Cuautla.

## Revolución Mexicana
Al estallarse la lucha contra el gobierno de Díaz, a finales de 1910, Tepepa se reunió en Villa de Ayala con el grupo comandado por Pablo Torres Burgos, con el fin de discutir su filiación al maderismo. Fue el primero en rebelarse, a principios de febrero de 1911 en Tlaquiltenango. En marzo se unió con Alejandro Casales y Pablo Torres Burgos para organizar la primera ofensiva. El 24 de marzo, junto con el primero y Felipe Neri, encabezó el ataque y toma de Jojutla. Al tomar la plaza, Tepepa y sus hombres saquearon varios comercio y tiendas de españoles, lo que generó el enojo de Torres Burgos, quien renunció como dirigente del movimiento. En abril "El viejo" Tetepa se puso a las órdenes del Gral. Emiliano Zapata, quien lo mandó a operar en los límites de Puebla y Guerrero. Una vez cumplida su misión participó en el sitio y toma de Cuautla. Regresó a Tlaquiltenango, imponiendo un imprésito forzoso a los comerciantes más próspero de Jojutla. El 25 de mayo de 1911, al ir a recoger un préstamo, Federico Morales, de las fuerzas de Ambrosio Figueroa Mata y comandante militar de esa plaza, lo capturó y lo pasó por las armas ese mismo día. Dos años después, algunos de los participantes de su ejecución, entre ellos un pariente de Morales, fueron emboscados por las fuerzas del general Genovevo de la O cuando intentaba pactar con un grupo de partidarios de Victoriano Huerta y posteriormente ejecutado; Federico Morales seguiría militando en las filas zapatistas durante más tiempo.